# Ellisville (Missisipi)
Ellisville – miasto w Stanach Zjednoczonych, w stanie Missisipi, w hrabstwie Jones.